# Charles-Philippe de Chennevières-Pointel

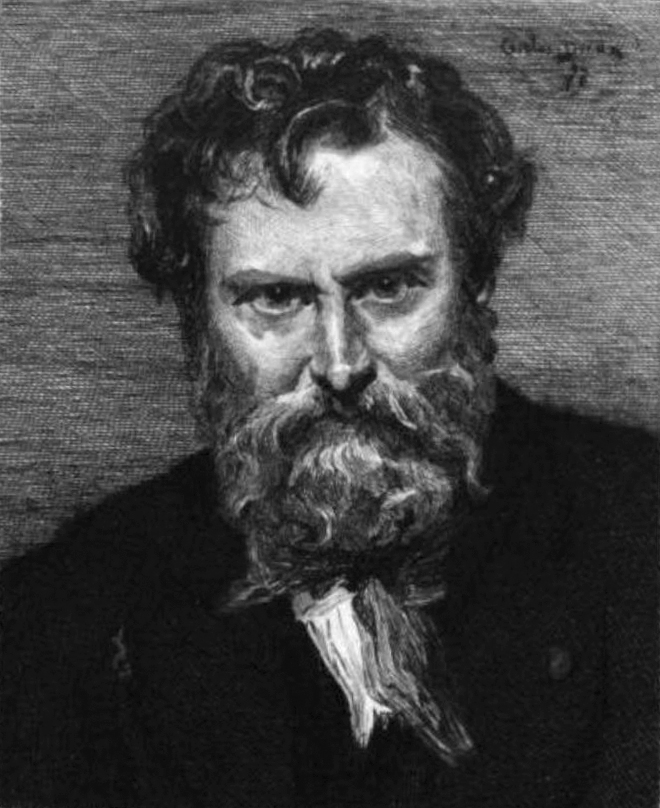
Charles-Philippe de Chennevières-Pointel, tecknad av Carolus Duran.

Charles-Philippe de Chennevières-Pointel, känd under namnet Jean de Falaise, född den 23 juli 1820, död den 1 april 1899, var en fransk markis, museiman och konstforskare, far till Henri de Chennevières. 
Chennevières-Pointel blev 1846 museitjänsteman och 1852 inspektör för de franska provinsmuseerna samt organisatör av de årliga konstutställningarna i Paris. Han var 1873-1878 direktör för de sköna konsterna och utverkade bland annat 1874 beslutet om Panthéons inre dekorering. Chennevières-Pointel var mångsidigt verksam för museiväsendet i Frankrike och utgav flera arbeten, mest om äldre fransk konst.
Han tilldelades Hederslegionen 1869.